# リヒャルト・シルマン

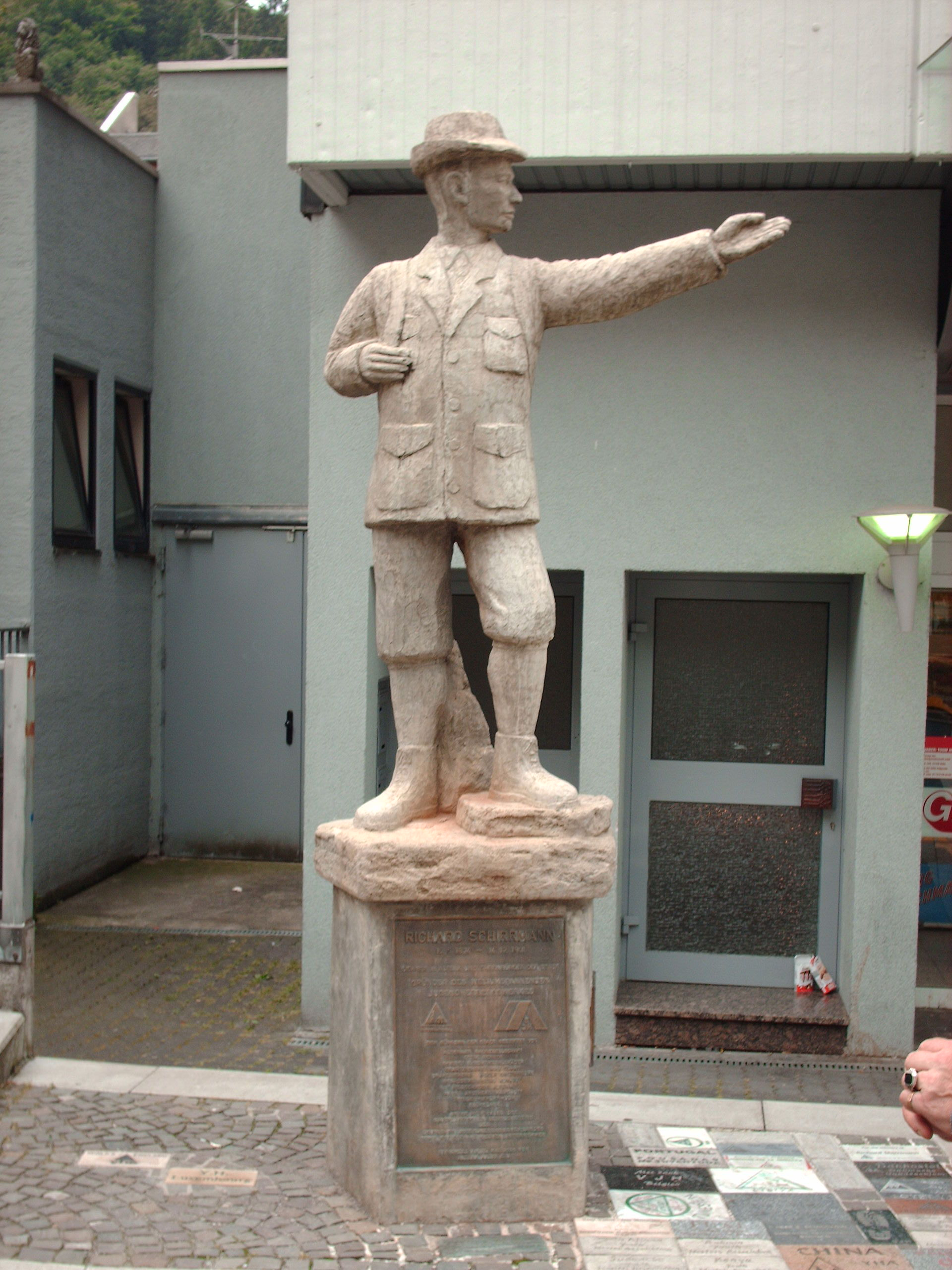
リヒャルト・シルマンの像。ドイツ、アルテナ

リヒャルト・シルマン（Richard Schirrmann, 1874年5月15日 - 1961年12月14日）は、ドイツの小学校教師で、ユースホステルの創設者。

## 生い立ち
東プロイセンのハイリゲンバイル地区）グルーネンフェルト（現在のポーランド・ヴァルミア＝マズールィ県グロヌヴコ）で祖父・父ともに教師の家庭に生まれた。17歳でケーニヒスベルク近くの師範学校に在学中、地理の教師が徒歩旅行した時の経験をもとに進めた授業を受けて触発され、エルツ山地までの徒歩修学旅行を体験した。この徒歩旅行ののち学生などによるデモが起こり、シルマンはデモを主導したとされ放校処分となる。
その後、東プロイセンのザムラントの地主（貴族）の家庭教師になり、10人の子供の面倒をみることになり、学習計画の作成も全くの彼の自由にまかされる。教員資格の勉強をひたむきに行い、教員資格認定試験に合格した。
1895年5月、ケーニヒスヘーエ（現在のポーランド・ヴァルミア＝マズールィ県ウジュランキ）にあるポーランド人の教会学校の教師に採用された。プロイセンの一部ながら児童の多くはポーランド語などスラヴ語を使用し、60人中ドイツ語を話すのはわずか4人でほとんど言葉が通じず、コミュニケーションを取りやすくするため、野外に出て、児童と一緒に遊び歌をうたい、野外でドイツ語や算数など教科の授業も行った。この時の体験が、シルマンの基本的な考えとなり、ワンデルンシューレ（移動教室）を思いつく。そして、このワンデルンシューレ（移動教室）からのちにユースホステル運動を発想する。

## ユースホステル運動
1901年、ルール地方の中心地ゲルゼンキルヒェンに赴任した。シルマンは児童たちへの情操教育としてワンデルンシュールを実行したが、当時は子供の団体の宿泊に適切な宿泊施設がなく、シルマンは宿泊所の確保に四苦八苦し、様々なところに無料での宿泊利用を依頼する手紙を書いた。
1909年夏、シルマンがドルトムント近くのアルテナを始点にライン川沿いにアーヘンの丘陵地帯を抜ける8泊徒歩旅行を計画し実行した。徒歩旅行2日目の8月26日に激しい風雨に見舞われた際、農家に納屋の宿泊利用を依頼したが断られた後、一行は村の学校で教員の妻の許可を得て宿泊できた。その時、「ドイツ国中の学校が、宿舎（ホステル）として提供されれば、こんな危険な目にあわなくてすむ。子供たちのために、安全で簡素で格安なユースホステルを作れる!」と発想し、これを契機にユースホステル運動が始まる。このため8月26日は「シルマンデー」として、ユースホステル関係者が催し物を行なう日となっている。

## ウィルヘルム・ミュンカーとの出会い
1910年7月4日。リヒャルト・シルマンは、北部ライン山岳協会の総会の席上で北部ライン全域に小学生用ホステルを建設する案を、北部ライン山岳協会の年次総会に提出。しかし提案は、否決されてしまった。次期総会においても否決された。しかし、この提案に感動したウィルヘルム・ミュンカーは、精力的にシルマンを支援するようになり、ミュンカーはドイツユースホステル協会の事務局長になり、シルマンと共にユースホステル運動に生涯を捧げることとなる。
1912年にシルマンは、アルテナ城の一角に世界最初のユースホステルを開設した。
しかし、第一次世界大戦勃発によって、2人とも徴兵される。2人は戦場からユースホステル運動を立ち上げる。そのために第一次大戦の敗戦にもかかわらず、戦後にユースホステル運動は急成長する。しかし、戦後のインフレで全てを失ってしまう。それを再興させたのは、ミュンカーの友情によるところが大きい。その結果、ドイツユースホステル運動は全盛時代を迎えるが、1933年のヒトラーの政権奪取によって、シルマンとミュンカーは、ドイツユースホステル協会を追放される。ミュンカーは引退し、ザウワーラント山岳協会の仕事に戻る。ドイツユースホステル協会は、ヒトラーユーゲントに吸収された。

## 孤独な戦いと復活
ドイツユースホステル協会を追放されたシルマンであるが、国際ユースホステル連盟は、シルマンを会長に指名した。シルマンは、自由主義諸国の砦となり、ナチスの協会からユースホステル運動を守る側となったが、ナチスの様々な嫌がらせが続き、最後には旅券の発行を拒否され、国際会議に参加できなくなり、ついには引退する。やがて第二次世界大戦が始まり、ヒトラーユーゲントに吸収されたナチス協会は壊滅する。それからシルマンは恩給を受けながら家庭菜園による自給自足の生活を送った。
第二次世界大戦が終わり、1945年に国際ユースホステル連盟が復活した後、1946年のスコットランドでの国際会議にシルマンとミュンカーはオブザーバーとして招待され、アメリカ・ユースホステル協会創設者のモンロー・スミスに連れられて会議に赴いた。この2人が戦後はじめて国外旅行を許されたドイツ人でもあった。1961年12月、風邪が悪化して86歳で死去した。